# Astragalus hoantchy
Astragalus hoantchy är en ärtväxtart som beskrevs av Adrien René Franchet. Astragalus hoantchy ingår i släktet vedlar, och familjen ärtväxter.

## Underarter
Arten delas in i följande underarter:
- A. h. dshimensis
- A. h. hoantchy